# سفارة الدنمارك لدى السعودية
سفارة الدنمارك لدى السعودية هي الممثلية الدبلوماسية العليا للدنمارك لدى المملكة العربية السعودية. تقع السفارة في حي السفارات في الرياض.